# BBL Champions Cup
Der BBL Champions Cup war ein unter Obhut der Basketball-Bundesliga ausgetragener deutscher Basketball-Supercup, bei dem am Anfang einer Saison der Meister gegen den Pokalsieger spielte. Gewann der deutsche Meister auch den Pokal, spielte er stattdessen gegen den Vizemeister. Als Austragungsort wurde meistens die Halle des Meisterteams oder des Pokalsiegers gewählt, allerdings existierte keine feste Regelung. So fand 2007 der Champions Cup am Spielort des amtierenden Vizemeisters der Hauptrunde statt und 2009 auf komplett neutralem Grund. Am häufigsten fand das Spiel in der Brose Arena in Bamberg statt.
Der Champions Cup wurde seit 2006 ausgetragen. Aufgrund des engen Terminkalenders im europäischen Basketball wurde der Champions Cup in der Saison 2016/17 gestrichen. 2017 wurde die endgültige Einstellung des Wettbewerbs bekannt gegeben.

## Die Spiele im Überblick
| Jahr                                           | Spielort                       | Meister               | Pokalsieger/Vizemeister             | Ergebnis     |
| ---------------------------------------------- | ------------------------------ | --------------------- | ----------------------------------- | ------------ |
| 2006                                           | Max-Schmeling-Halle, Berlin    | Rhein Energie Köln    | Alba Berlin                         | 75:74        |
| 2007                                           | Arena Ludwigsburg, Ludwigsburg | Brose Baskets         | Rhein Energie Köln                  | 70:51        |
| 2008                                           | Artland-Arena, Quakenbrück     | Alba Berlin           | Artland Dragons                     | 84:69        |
| 2009                                           | Artland-Arena, Quakenbrück     | EWE Baskets Oldenburg | Telekom Baskets Bonn                | 69:54        |
| 2010                                           | Jako-Arena, Bamberg            | Brose Baskets         | Deutsche Bank Skyliners Frankfurt 1 | 85:58        |
| 2011                                           | Brose Arena, Bamberg           | Brose Baskets         | New Yorker Phantoms Braunschweig 1  | 86:66        |
| 2012                                           | Brose Arena, Bamberg           | Brose Baskets Bamberg | ratiopharm Ulm 1                    | 102:98 n. V. |
| 2013                                           | O2 World, Berlin               | Brose Baskets Bamberg | Alba Berlin                         | 78:79        |
| 2014                                           | O2 World, Berlin               | FC Bayern München     | Alba Berlin                         | 68:76        |
| 2015                                           | Brose Arena, Bamberg           | Brose Baskets Bamberg | EWE Baskets Oldenburg               | 87:66        |
| 1 Vizemeisterfett = Gewinner des Champions Cup |                                |                       |                                     |              |

## Titel nach Klub
| Klub                              | Sieger | Finalist | Titeljahre                   |
| --------------------------------- | ------ | -------- | ---------------------------- |
| Brose Baskets Bamberg             | 5      | 1        | 2007, 2010, 2011, 2012, 2015 |
| Alba Berlin                       | 3      | 1        | 2008, 2013, 2014             |
| Rhein Energie Köln                | 1      | 1        | 2006                         |
| EWE Baskets Oldenburg             | 1      | 1        | 2009                         |
| Artland Dragons                   | 0      | 1        |                              |
| Telekom Baskets Bonn              | 0      | 1        |                              |
| Deutsche Bank Skyliners Frankfurt | 0      | 1        |                              |
| New Yorker Phantoms Braunschweig  | 0      | 1        |                              |
| ratiopharm Ulm                    | 0      | 1        |                              |
| FC Bayern München                 | 0      | 1        |                              |